# Haereta inscripta
Haereta inscripta är en fjärilsart som beskrevs av Turner 1947. Haereta inscripta ingår i släktet Haereta och familjen plattmalar. Inga underarter finns listade i Catalogue of Life.